# Thaler Bach (Mur)
Der Thaler Bach oder Thalerbach (früher Göstingbach oder Thalbach) ist ein rechtsufriger Zufluss der Mur im österreichischen Bundesland Steiermark. Gemeinsam mit seinem natürlichen Oberlauf, dem Katzelbach, bildet er einen 15 Kilometer langen Wasserlauf im Nahbereich der Landeshauptstadt Graz, der durch den künstlich angelegten Thaler See unterbrochen ist.

## Verlauf

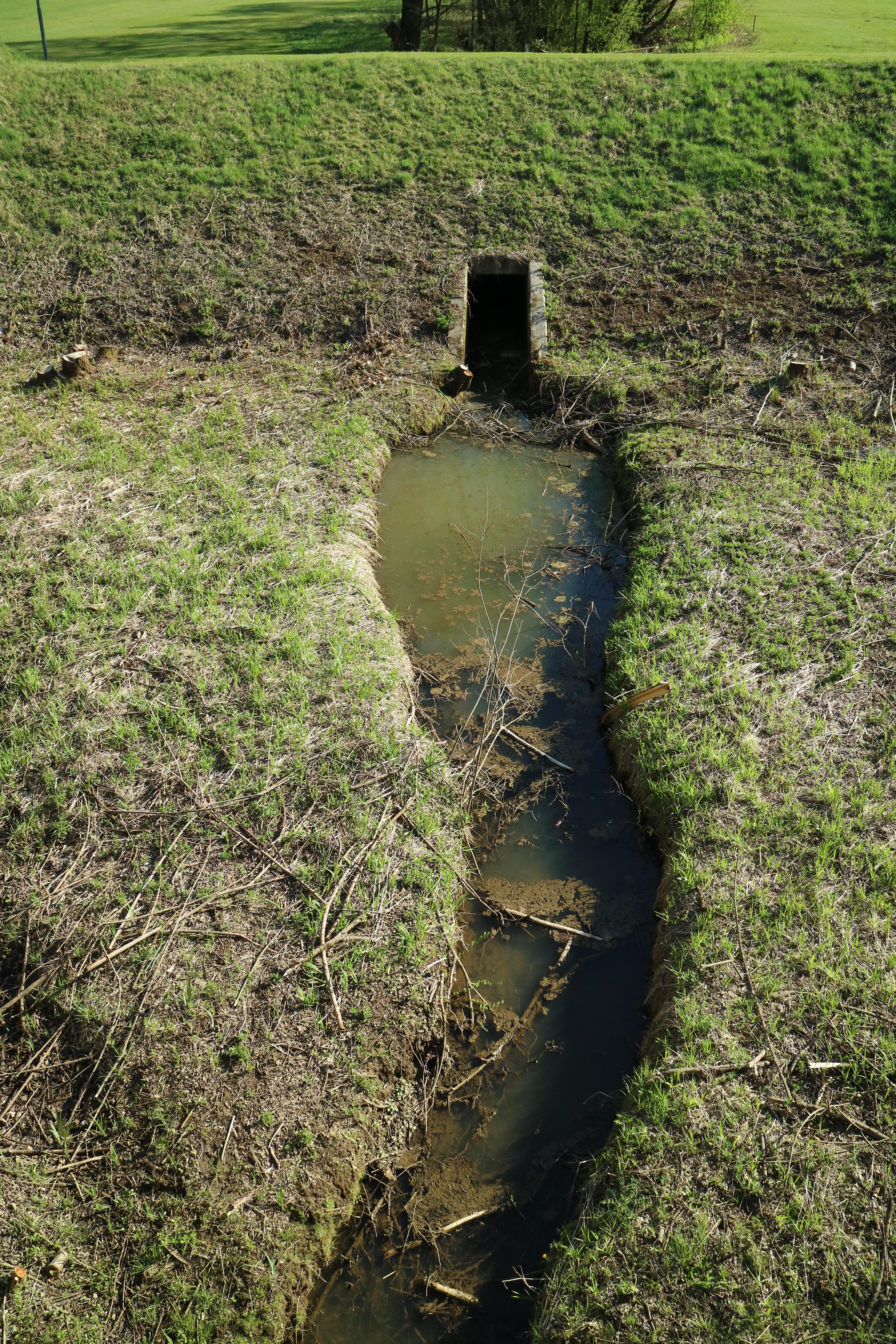
Katzelbach bei Hardt nach Verlassen der Schlosswiese

Der Katzelbach entspringt im Wald wenige Meter unterhalb des Generalkogels auf dem Gebiet der weststeirischen Gemeinde Sankt Oswald bei Plankenwarth. Er durchfließt zunächst die Siedlungen Wendlleiten und Eben, ehe er in ein breites Muldental hinaustritt. Danach verläuft der Bach in südöstlicher Richtung durch Grünland und passiert ab Laufkilometer fünf die Nutzflächen der Landwirtschaftlichen Fachschule Grottenhof-Hardt. Im Bereich des Golfplatzes beschreibt der Bachlauf einen Knick von annähernd 90 Grad und ändert seine Fließrichtung in Nordnordost. Nach dem Fußballplatz wird der Bach am Waldrand von einem Fuß- und Radweg begleitet und speist nach 8,7 Kilometern das beliebte Naherholungsgebiet Thaler See.
Den Abfluss des Sees bildet der Thaler Bach, der nach kurzem Lauf links den Erlenbach aufnimmt und danach die Grazer Stadtgrenze passiert. Der Bach formt mit dem Göstinger oder Thaler Graben ein markantes Kerbtal zwischen Madersberg, Frauenkogel und Annaberg auf der einen und dem Plabutsch auf der anderen Seite. Entlang des Baches verlaufen die Thalerseestraße (L331) und der Landesradweg R39. Vor Erreichen von Schloss Gösting tritt der Thaler Bach ins Grazer Feld hinaus, bevor er sich mit dem Mühlgang vereinigt.

## Hydrogeologie
Von hydrogeologischer Bedeutung ist vor allem der Göstinger Graben, der einen Durchbruch im Gesteinsverband des Grazer Paläozoikums mit unausgeglichenem Relief darstellt. Josef Zötl beobachtete dort im Unterlauf des Thaler Baches bereits 1954 eine erhöhte Wasserführung, die sich durch die wenigen oberirdischen Zubringer aus dem Thaler Becken und den Seitengräben nicht erklären ließ. Der Geologe äußerte die Vermutung unterirdischer Zuflüsse, die einige Jahre später durch Wasserspiegel- und Temperaturmessungen bestätigt werden konnte. Das Wasser mehrerer im Bach- und Hangschutt eingetiefter Hausbrunnen wies Anfang der 1960er Jahre deutliche Temperaturunterschiede untereinander sowie gegenüber dem Bachwasser auf. Besonders groß fielen die Schwankungen bei jenen Brunnen aus, die in einer dem Paläozoikum tief eingeschnittenen Rinne fußen, die vom Annaberg (Ruinenberg) auf der nördlichen Talseite hinabzieht. Die unterirdischen Zuflüsse müssen somit aus Kluft- und Schichtquellen stammen, wie sie unter anderem im Labgraben zu finden sind.

## Natur- und Kulturlandschaft

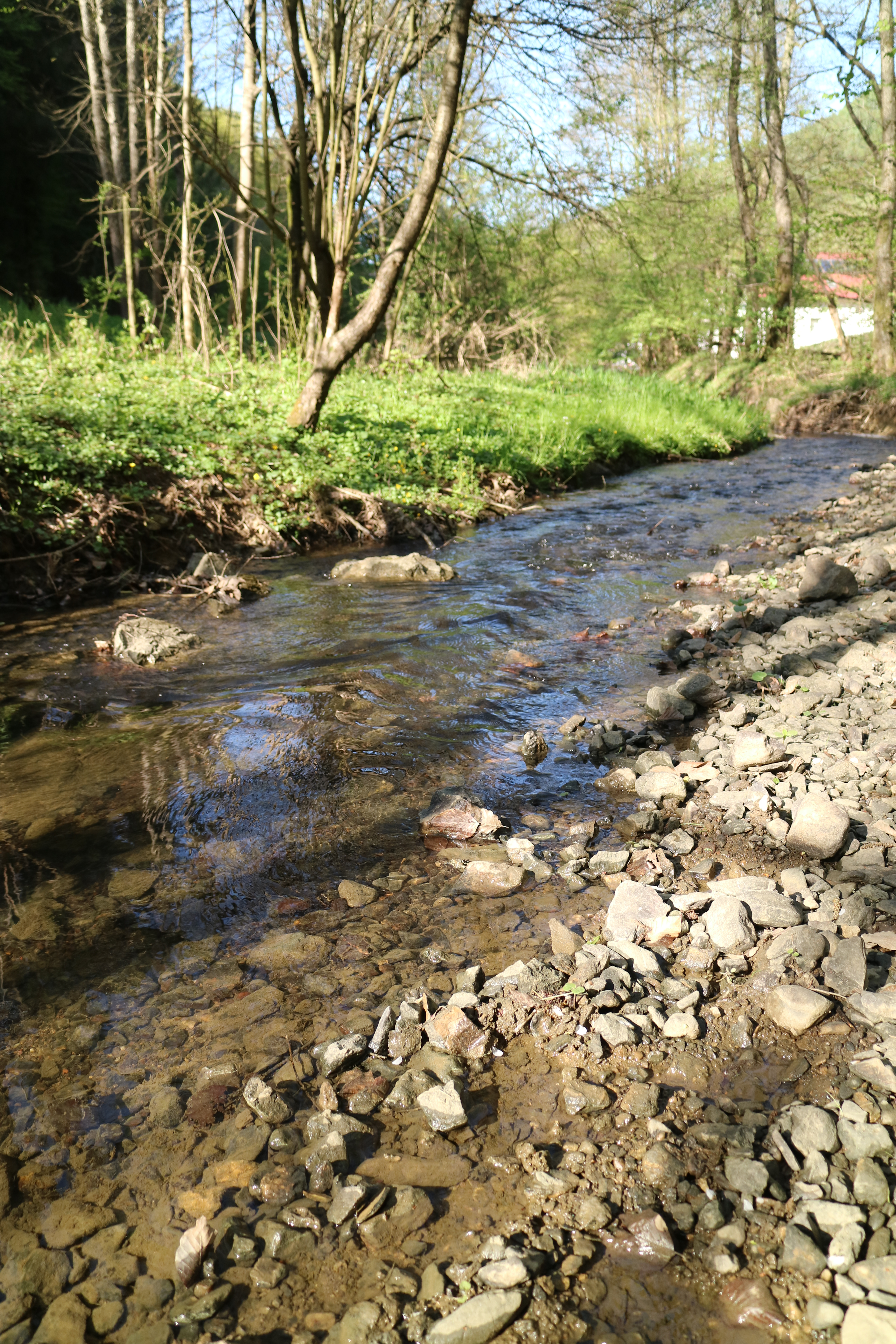
Gebirgsbachcharakter im oberen Thaler Graben

Entlang des Bachlaufs, der das bedeutendste Fließgewässer im Landschaftsschutzgebiet Westliches Berg- und Hügelland von Graz (LSG-29) darstellt, liegen drei kleinräumige Schutzgebiete. Im Ortsteil Thal-Eben wurde ein artenreiches Feuchtbiotop mit Erlenbruchwald im Ausmaß von 12,3 Hektar 1991 als Naturschutzgebiet ausgewiesen. Wenige hundert Meter vor Einmündung in den Thaler See besteht ein Biotop vom Typ Niederungsbach, das mit seinem bachbegleitenden Hainbuchenbestand als lokal bedeutsam gilt. Weiter flussabwärts weist der Thaler Bach in einem bewaldeten Fließabschnitt zu Beginn des Thaler Grabens Gebirgsbachcharakter auf.
Der Thaler Bach liegt im Zuständigkeitsbereich der Bundeswasserbauverwaltung (BWV) und birgt vor allem auf seinen letzten drei Laufkilometern ein gewisses Hochwasserrisiko. Bei Hochwasserführung kann der Mühlgang den Bach nicht aufnehmen, weshalb es bereits bei einem 30-jährlichen Hochwasser (HQ30) zu großräumigen Überschwemmungen im dicht besiedelten Gebiet kommt. Laut Modellierung belaufen sich diese Flächen auf 59,4 Hektar und bleiben bis HQ300 annähernd gleich. Der Abfluss wurde an der Mündung für die verschiedenen Szenarien mit 28,3 (HQ30), 40 (HQ100) und 50,6 m³/s berechnet. Drei Rückhaltebecken (RHB) im Einzugsgebiet des Baches sollen der Gefahr vorbeugen. Eines davon ist der Thaler See selbst, dessen Ausleitung durch ein Wehr regulierbar ist, ein anderes wurde 2018 am Zubringer Erlenbach nahe von Schloss Oberthal fertiggestellt. Das RHB Schlosswiese in der Nähe vom Harterschlössel war bereits 1992 in Funktion getreten. Vor Einmündung in den Thaler See besteht außerdem ein „multifunktionelles Vorbecken“ für Geschiebe und Ablagerungen von Schwebstoffen.